# Stadio della Mosson
Lo stadio della Mosson (in francese Stade de la Mosson — Mondial98) è un impianto sportivo multifunzione francese di Montpellier; si trova nel settore occidentale della città nel quartiere La Paillade, a 5 km dal centro, e prende il nome dalla Mosson, fiume lungo circa 40 km che scorre nelle vicinanze.
Capace di 32900 posti a sedere, nacque come Stade de la Mosson nel 1972 e dal 1974 è impianto interno della squadra di calcio del Montpellier.
Il nome attuale di Stade de la Mosson — Mondial98 risale alla ristrutturazione con cui fu portato alla capienza di oltre 32000 posti e il comune, proprietario dell'impianto, volle rendere omaggio al campionato mondiale di calcio 1998 del quale la Mosson fu una delle sedi.
Nove anni più tardi ospitò anche gare della fase a gironi della Coppa del Mondo di rugby 2007, nel corso della quale stabilì il suo record assoluto d'affluenza (32 231 spettatori).
Ancora, fu sede di diversi incontri, tra cui uno degli ottavi di finale, del campionato mondiale femminile di calcio 2019.
Dopo le leggi sul decentramento amministrativo in Francia degli anni duemila, la proprietà dello stadio è passata alla neoformata agglomerazione intercomunale Montpellier Méditerranée Métropole.
Il suo terreno di gioco è in erba ibrida.
Nei piani dell'amministrazione pubblica e del club gestore lo stadio della Mosson è destinato a essere rimpiazzato da una nuova struttura da ultimare nel 2024 in altra parte della città, e riconvertito a complesso sportivo pubblico.

## Storia
Il quartiere dove sorge lo stadio, La Paillade, progettato nel 1961 per fare fronte al rimpatrio dall'Algeria francese dei pieds-noirs (i francesi nati oltremare e ivi cresciuti) fu iniziato nel 1964 e abitato a partire dal 1967; ivi nacque quasi subito un club calcistico, l'A.S. Paillade, che divenne presto il punto di riferimento degli abitanti del quartiere di fatto sconosciuti gli uni agli altri e senza nulla in comune vista la provenienza eterogenea dal nord Africa.
Nel 1972, sullo spiazzo dove il nuovo club usava giocare, nacque un primo impianto con una capacità di circa 300 spettatori; nel 1974 avvenne la fusione societaria di diversi club cittadini, tra cui lo stesso Paillade e lo Stade Olympique Montpelliérain a formare il Montpellier Paillade Sport Club, negli anni ottanta ribattezzato Montpellier Hérault Sport Club, che disputò il primo anno in deroga federale perché l'impianto non soddisfaceva i requisiti della Lega calcistica d'affiliazione.
Nonostante il presidente del nuovo club, Louis Nicollin, avesse sollecitato il comune a intraprendere dei lavori di miglioramento di uno stadio che mancava di recinzione e drenaggio adeguato, e che si trasformava in un pantano di fango a ogni temporale, nulla fu realizzato fino al 1977: il 13 marzo di quell'anno il club, all'epoca in terza divisione, si apprestava a ricevere il Nîmes nei sedicesimi di finale di Coppa di Francia dopo avere eliminato l'Olympique Marsiglia nel turno precedente, e nelle due settimane precedenti a tale appuntamento furono celermente edificate due tribune su riporti di terreno per un totale di circa 16000 posti, un impianto di illuminazione e un fondo in erba.
L'esigenza di uno stadio più capiente, tuttavia, emerse nel corso della stagione 1979-80 quando il Montpellier eliminò nei quarti di finale di Coppa di Francia il Saint-Étienne di Michel Platini: la struttura era insufficiente a contenere tutto il pubblico che avrebbe voluto assistere all'incontro tanto che numerosi spettatori trovarono una soluzione alternativa arrampicandosi sugli alberi che circondavano il campo.
La nuova amministrazione comunale, guidata dal neosindaco socialista Georges Frêche, si impegnò quindi a realizzare un impianto da 30000 posti se il club avesse guadagnato l'accesso alla prima divisione.
Nel 1981 il club centrò il traguardo della promozione in Division 1 e una nuova tribuna presidenziale fu edificata in un mese e mezzo, e nel 1988 un progetto più radicale di ristrutturazione portò la capienza a 23500 posti.

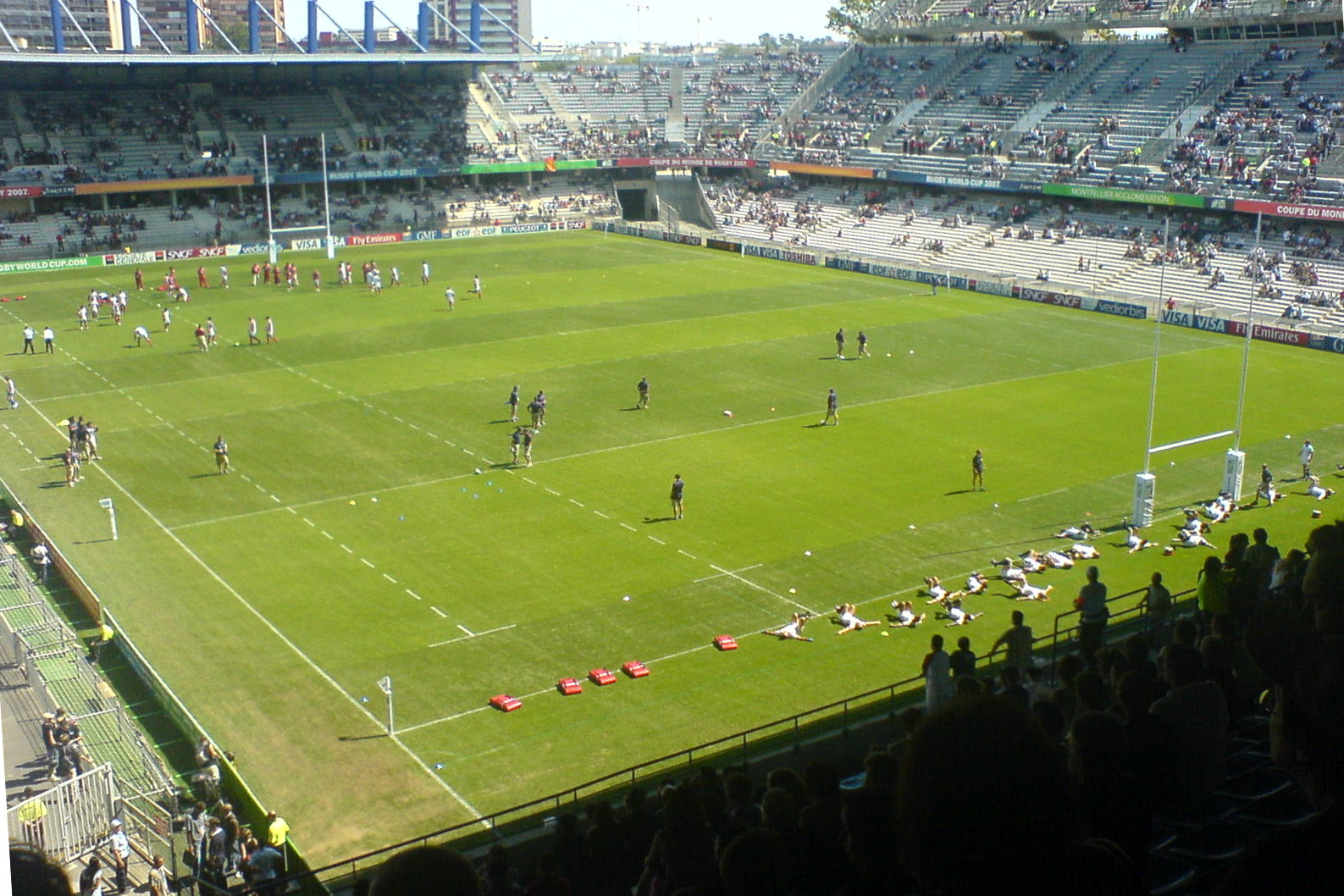
Lo stadio durante ‒ alla

A seguito della legge 652 del 1992 voluta dall'allora ministra per la gioventù e lo sport Frédérique Bredin furono imposte nuove norme di sicurezza negli stadi, le più rilevanti delle quali riguardavano miglioramento dell'agibilità, dell'illuminazione e soppressione dei posti in piedi; con l'assegnazione in tale anno alla Francia del campionato mondiale di calcio 1998, Montpellier pose la sua candidatura a ospitare incontri del torneo e commissionò allo studio d'architettura A+ il progetto di uno stadio completamente rinnovato e in linea con le disposizioni ministeriali.
Il finanziamento accordato per i lavori di miglioramento fu di circa 110 milioni di franchi (16000000 € non rivalutati), dei quali solo circa 15,5 coperti dal comune; lo Stato contribuì con 49 milioni, altri 15 provennero dal dipartimento dell'Hérault e il resto da altri enti locali; a totale carico della municipalità furono altresì i lavori di estensione dell'impianto a 30000 posti, requisito minimo per concorrere all'assegnazione di una sede mondiale.
Il progetto fu di Denis Bedeau e Philippe Bonon per A+, e altre opere furono a cura degli studi Verdier, Betso e Arteba; lo stadio fu ultimato per la competizione mondiale nel corso della quale ospitò 6 incontri della fase a gironi.
In segno di tributo alla competizione ospitata dalla città, il comune di Montpellier deliberò di rinominare l'impianto in Stade de la Mosson — Mondial98.
Quando la Francia fu ufficialmente assegnataria della Coppa del Mondo di rugby 2007, il comitato organizzatore della competizione decise di utilizzare gli stessi impianti già usati per il mondiale di calcio di 9 anni addietro.
Lo stadio ospitò quattro partite della fase a gironi del mondiale di rugby e, in una di esse, batté il proprio record assoluto di capienza nonostante sia un impianto quasi interamente impiegato per il calcio: il 23 settembre 2007, infatti, registrò 32231 spettatori nell'incontro della fase a gironi tra Australia e Figi.
Nel novembre 2011 la Mosson ospitò anche un incontro tra il Montpellier e gli irlandesi del Leinster, in Heineken Cup, l'equivalente rugbistico della UEFA Champions League.
Il match terminò in parità 16-16 e l'affluenza fu di 20182 spettatori.
Dal campionato europeo di calcio 2016 il terreno dello stadio è equipaggiato con un tappeto in erba ibrida AirFibr.
Benché la Mosson non avesse fatto parte degli impianti che accolsero la manifestazione, infatti, esso fu utilizzato come campo d'allenamento della nazionale svizzera.
Più recentemente, lo stadio della Mosson fu tra le sedi del campionato mondiale femminile di calcio 2019: tra i vari incontri che ospitò, anche quello degli ottavi di finale in cui l'Italia batté 2-0 la Cina.
A gennaio 2021 l'amministrazione metropolitana di Montpellier e il club calcistico hanno comunicato il progetto di un nuovo stadio da costruire a Pérols, quartiere costiero nella periferia sudorientale della città; anche se non sono state fatte previsioni certe circa il futuro della Mosson, l'ipotesi più accreditata è quella di riconvertirlo in complesso sportivo per club dilettantistici.

## Incontri internazionali di rilievo
Gli incontri internazionali delle citate competizioni non sono gli unici tenutisi allo stadio della Mosson.
La nazionale francese di calcio maschile ivi ha disputato, al 2021, cinque incontri tra il 1990 e il 2011: il più recente fu un'amichevole con il Cile in preparazione agli incontri decisivi di qualificazione per il campionato europeo dell'anno seguente.
Per quanto riguarda invece la nazionale di rugby, la Mosson ospitò il suo primo, e al 2021 unico, test match nel novembre 2010, in occasione del tour europeo dell'Argentina di quell'anno; causa indisponibilità dello stadio di Gerland a Lione, infatti, la federazione francese di rugby dirottò l'incontro a Montpellier, dove i Bleus si assicurarono la vittoria per 15 a 9 sui Pumas.
In ambito femminile, altresì, le calciatrici francesi disputarono due incontri internazionali alla Mosson, il primo nel 1995 contro i Paesi Bassi, un pareggio 1-1 valido per la qualificazione al campionato europeo, e il secondo nel 2004, un'amichevole vinta 6-3 contro la Scozia.

### Calcio
| Arbitro: | Edward Lennie |

|                             |           |  |
| Di Biagio 7’ Vieri 75’, 89’ | Marcatori |  |

| Arbitro: | Edina Alves Batista |

|                        |           |  |
| Giacinti 15’ Galli 49’ | Marcatori |  |

### Rugby a 15
| Arbitro: | Nigel Owens |

|                                                                     |      |                       |
| Giteau 17’, 36’ Mitchell 30’, 69’, 80’ Ashley-Cooper 56’ Hoiles 74’ | mt   | 40’ Neivua 46’ Ratuva |
| Giteau 30’, 56’, 69’, 80’                                           | tr   | 46’ Bai               |
| Giteau 26’, 41’, 49’                                                | c.p. |                       |
| Barnes 43’                                                          | drop |                       |